# 汪建熙
汪建熙（1951年8月—2023年12月1日），汉族，中华人民共和国政治人物、第十一届全国政协委员。

## 生平
担任中国投资有限责任公司副总经理。2008年，当选第十一届全国政协委员，代表经济界，分入第三十七组。并担任经济委员会专委。